# Dymasius lumawigi
Dymasius lumawigi là một loài bọ cánh cứng trong họ Cerambycidae.